# Allocosa edeala
Allocosa edeala este o specie de păianjeni din genul Allocosa, familia Lycosidae, descrisă de Roewer, 1959.
Este endemică în Camerun. Conform Catalogue of Life specia Allocosa edeala nu are subspecii cunoscute.